# خلنج فرانك
خلنج فرانك (بالإنجليزية: Erica Frank)‏ هي طبيبة أمريكية، ولدت في 1962.